# هانز بيترسن
هانز بيترسن (مواليد 13 يناير 1930) هو ملاكم دنماركي، مثّل بلاده في الألعاب الأولمبية الصيفية في دورتي 1952 و1956.

## روابط خارجية
هانز بيترسن على موقع أوليمبيديا (الإنجليزية)